# Witali Alexandrowitsch Woina
Witali Alexandrowitsch Woina (russisch Виталий Александрович Война, wiss. Transliteration Vitalij Aleksandrovič Vojna; geboren am 11. August 1991) ist ein ehemaliger russischer Skispringer.

## Werdegang
Witali Woina trat ausschließlich bei Wettbewerben auf nationaler Ebene in Erscheinung, auf der er mehrere Medaillengewinne in Teamwettbewerben bei russischen Meisterschaften erreichte. Der erste davon war die Bronzemedaille bei den russischen Meisterschaften 2010, die er gemeinsam mit Ramil Sarifullin, Ilmir Chasetdinow und Emil Muljukow gewann.
Bei den russischen Meisterschaften 2012 in Tschaikowski wurde Woina an der Seite von Grigori Leontjew, Ilmir Chasetdinow und Dmitri Wassiljew russischer Meister im Teamwettbewerb für die Republik Baschkortostan. Ein Jahr später gewann er bei den russischen Meisterschaften 2013 in Nischni Tagil mit derselben Teambesetzung die Silbermedaille.